# Forcipata magna
Forcipata magna är en insektsart som beskrevs av Delong och Caldwell 1936. Forcipata magna ingår i släktet Forcipata och familjen dvärgstritar. Inga underarter finns listade i Catalogue of Life.